# Mongolotettix japonicus
Mongolotettix japonicus är en insektsart som först beskrevs av Bolívar, I. 1898.  Mongolotettix japonicus ingår i släktet Mongolotettix och familjen gräshoppor.

## Underarter
Arten delas in i följande underarter:
- M. j. vittatus
- M. j. japonicus